# Apolline d'Alexandrie
Pour les articles homonymes, voir Apolline.
Apolline d'Alexandrie ou Apollonie d'Alexandrie, morte en 249 à Alexandrie (Égypte), est une martyre chrétienne. Sainte catholique, elle est commémorée le 9 février selon le Martyrologe romain, elle est en outre considérée comme la sainte patronne des dentistes.  

## Biographie

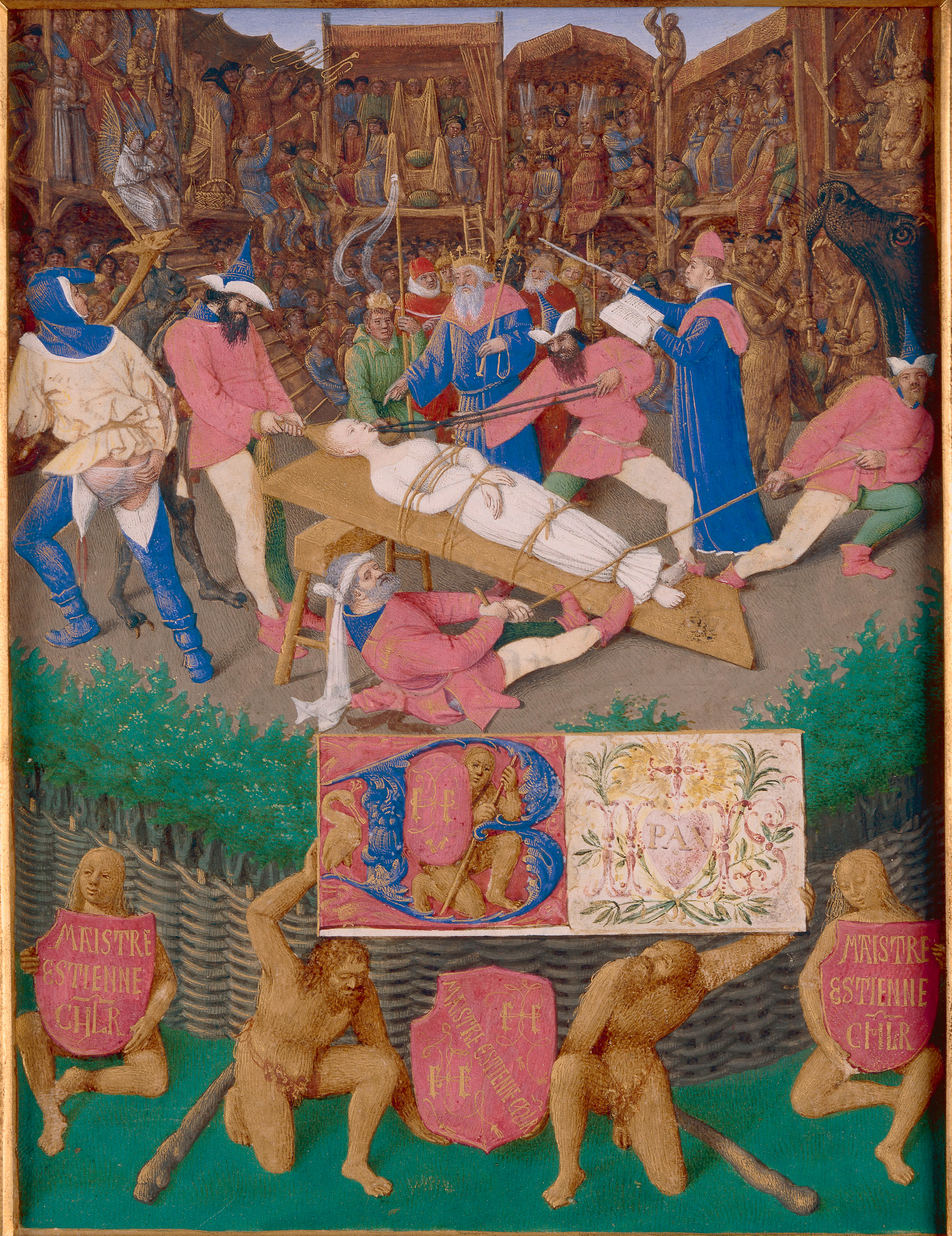
Le Martyre de sainte Apolline. Enluminure de Jean Fouquet du Livre d'heures d'Étienne Chevalier.
Musée Condé de Chantilly.

Le récit du martyre d'Apolline est tiré d'une lettre de Denys, évêque d'Alexandrie (mort en 265), à Fabien (Fabius), évêque d'Antioche.
En 250, l'empereur Dèce promulgua un édit obligeant tous les citoyens à offrir des sacrifices aux dieux pour la sauvegarde de l'Empire romain, sous peine de mort, édit qui marque le début d'une nouvelle période de persécution contre les chrétiens, avant celle de Valérien à partir de 257, et celle de Dioclétien à partir de 303.
À Alexandrie comme ailleurs, les païens purent impunément donner la chasse aux chrétiens et les tuer comme bon leur semblait. Leurs actes restèrent impunis. Ce jour-là, un vieillard, nommé Métras fut roué de coups après avoir refusé de blasphémer le nom du Christ. On lui enfonça des roseaux pointus dans les joues et dans les yeux, puis il fut entraîné hors de la ville, où il fut lapidé. Ceux qui s'en étaient pris à Métras allèrent trouver une chrétienne nommée Quinte (Quinta). Elle fut menée au temple et fut enjointe de montrer sa foi aux dieux païens. Comme elle détournait la tête avec dégoût, ils lui lièrent les pieds et la traînèrent sur le dos jusqu'au lieu où avait péri Métras ; et ils l'y lapidèrent.
Apolline fut leur troisième victime. Elle appartenait à un groupe de vierges consacrées. Après lui avoir brisé la mâchoire et arraché toutes les dents, ils la mirent devant un bûcher, menaçant de l'y jeter, si elle ne répétait pas des injures au Christ après eux. Elle s'excusa de ne pouvoir leur donner satisfaction ; puis, profitant de leur distraction, elle courut se jeter dans les flammes.

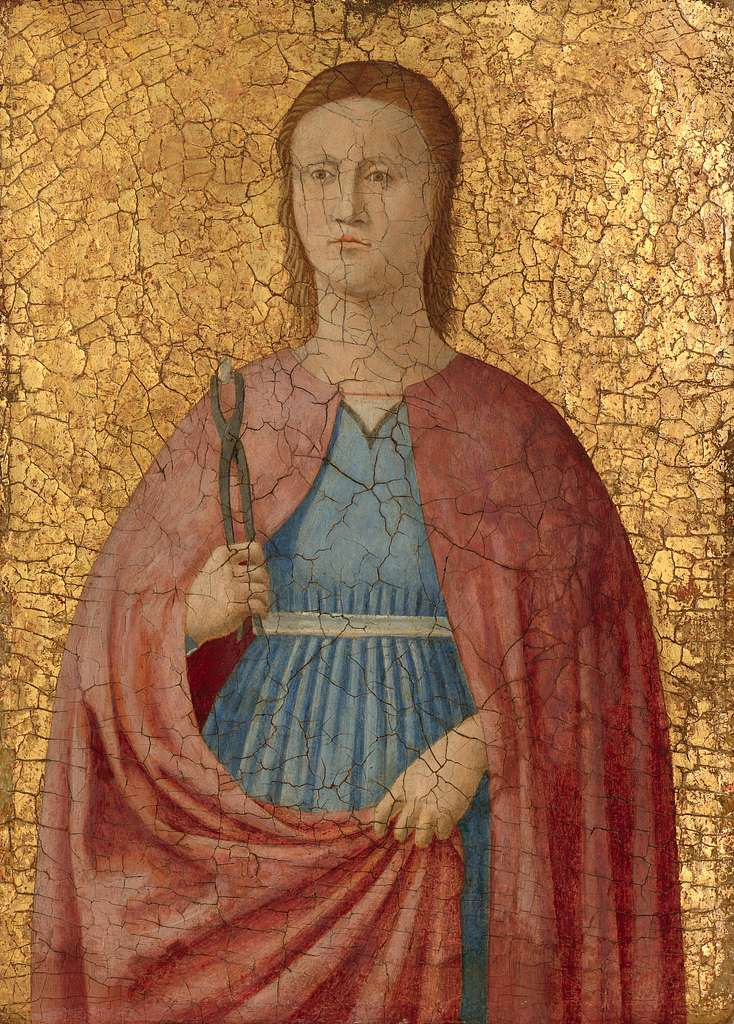
Sainte Apolline d'Alexandrie. Peinture attribuée à Piero della Francesca (ca. 1455-1460). National Gallery of Art, Washington, USA.

## Attributs et iconographie
On la représente souvent avec une paire de tenailles, parfois avec les dents qui lui furent arrachées, ainsi qu'avec la palme du martyre. Elle figure sur un vitrail de la Cathédrale Saint-Étienne de Sens tenant à la main une longue tenaille ; le cabinet des dessins du Louvre conserve un dessin à l'encre grise sous le titre Martyre de sainte Apollonie d'Alexandrie attribué à une école italienne du XVIIe siècle.

## Patronage
Elle est la sainte patronne des dentistes et invoquée contre les maux de dents. Elle est fêtée le 9 février,. Elle prête son nom au collège Sainte-Apolline de Courdimanche, dans le Val-d'Oise.

## Relique
Une relique est conservée dans l'église du village de Lézat-sur-Lèze en Ariège. Il s'agit d'une dent supposée de sainte Apolline. Enchâssée sur un manche d'argent, la relique aurait le pouvoir de calmer les bébés lorsque poussent leurs dents. La relique est apposée et frottée sur les gencives des enfants. De nos jours encore, ce rituel est pratiqué régulièrement.

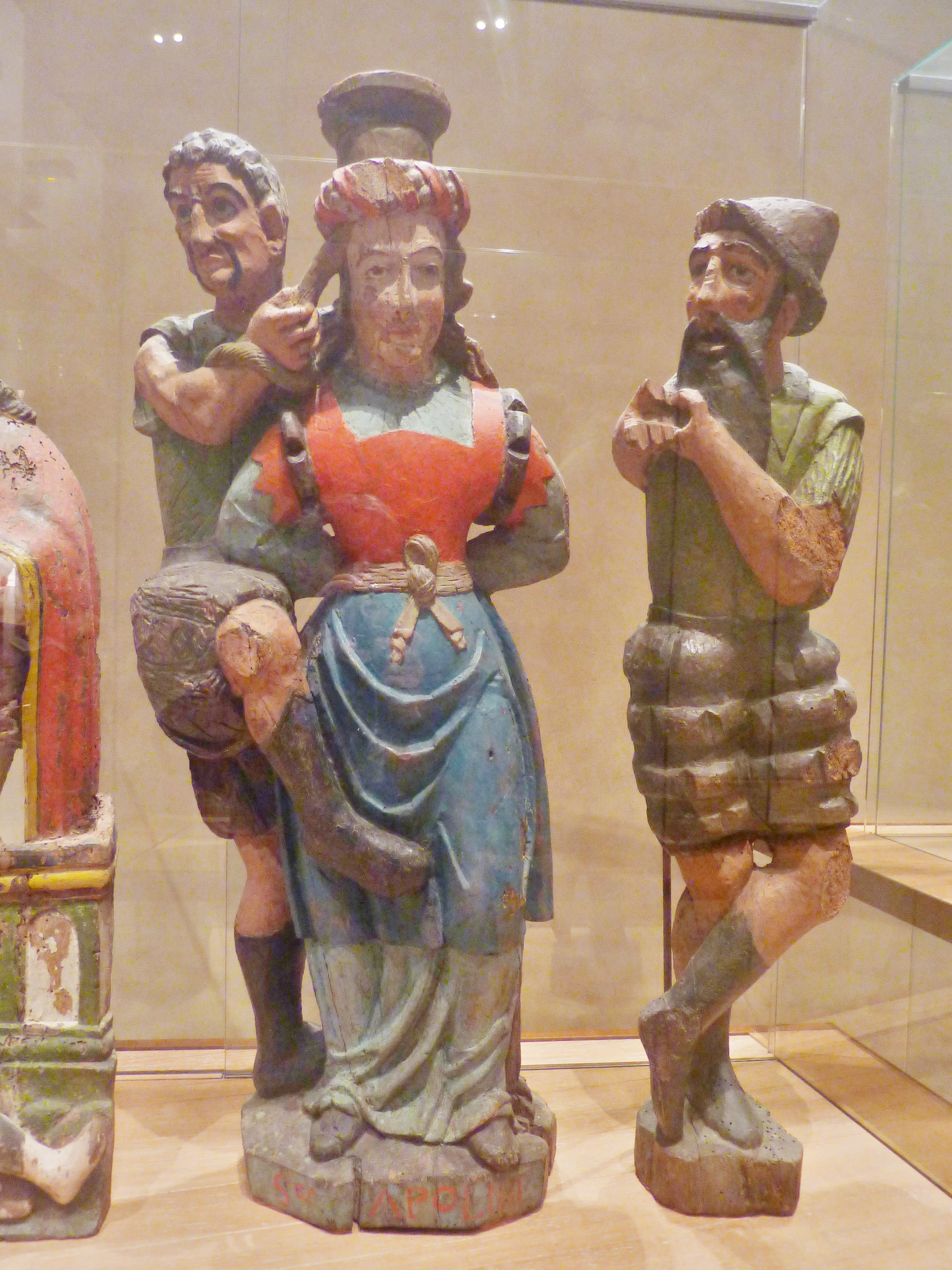
Statues de sainte Apolline et de ses bourreaux. Bois peint (v. 1560). Scrignac, ancienne chapelle de Coat-Quéau), Musée départemental breton, Quimper.
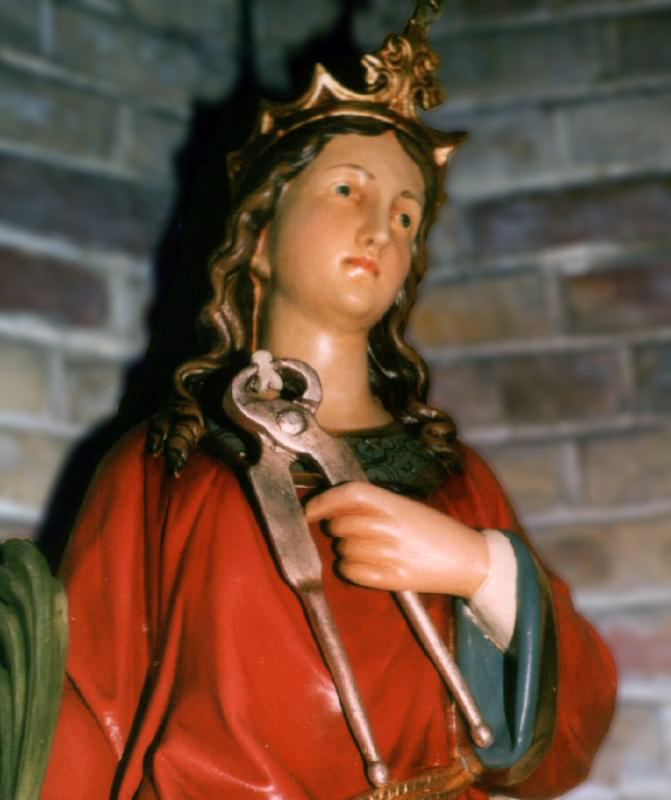
Statue de sainte Apolline aux tenailles.
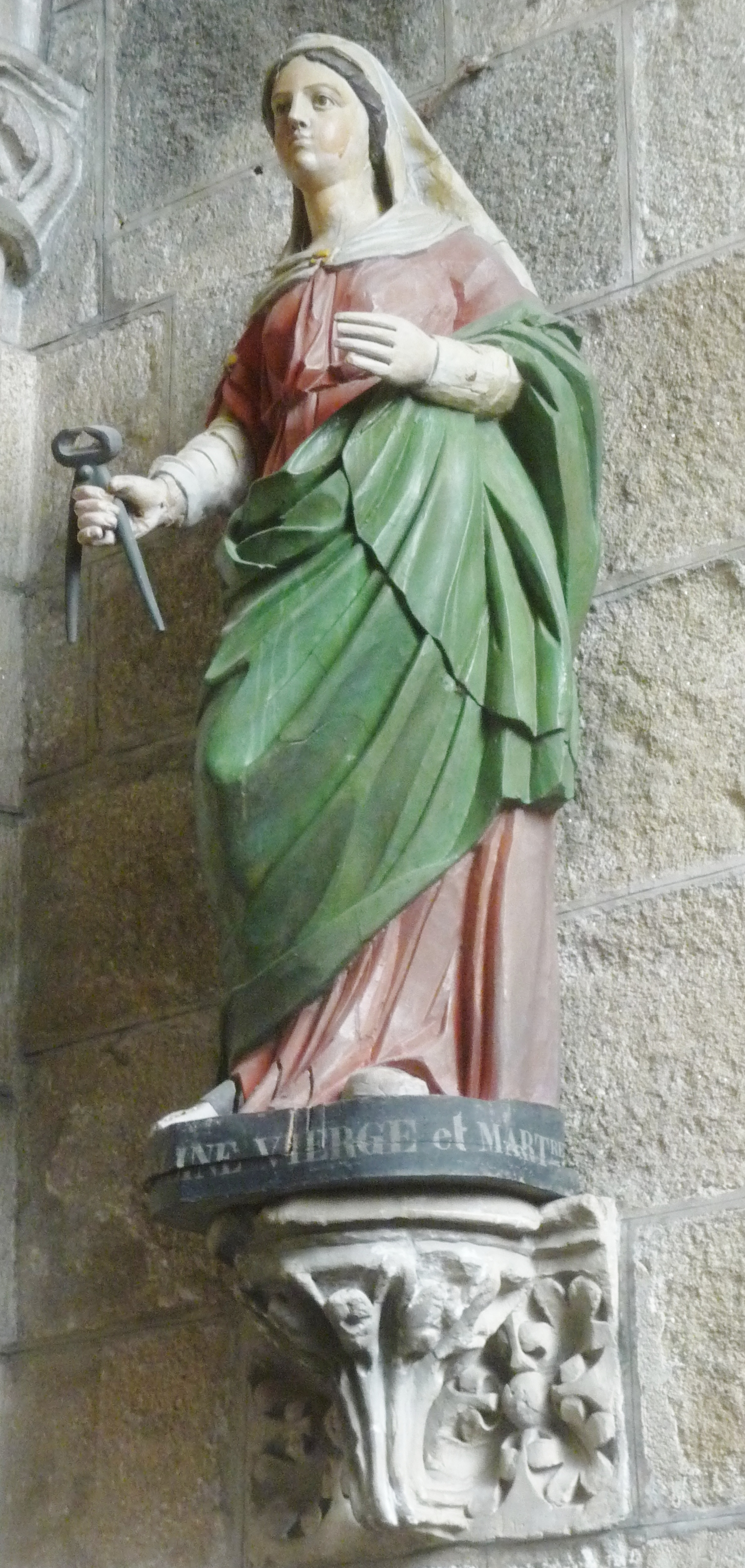
Statue de sainte Apolline, patronne des dentistes. Saint-Pol-de-Léon, cathédrale Saint-Paul-Aurélien.
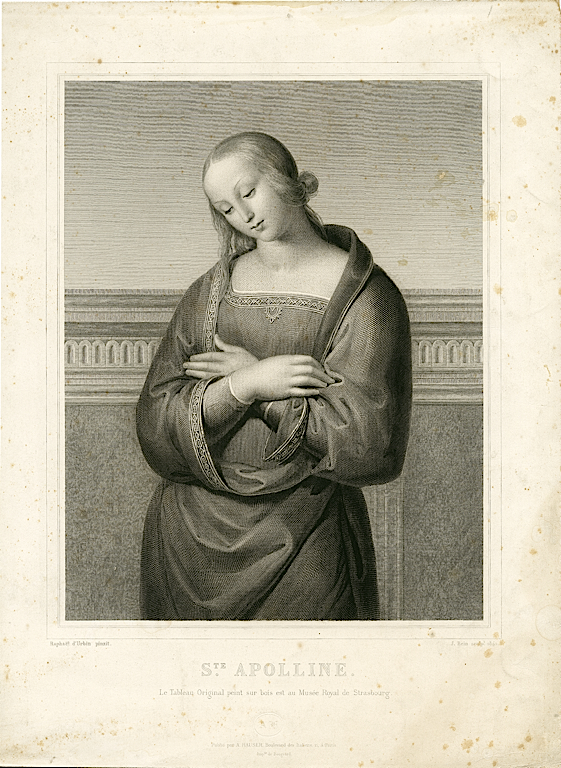
Sainte Apolline par Jean Bein d'après Raphaël (1842). Gravure sur acier, Département des collections d'images, Bibliothèque de la National Gallery of Art, Washington.
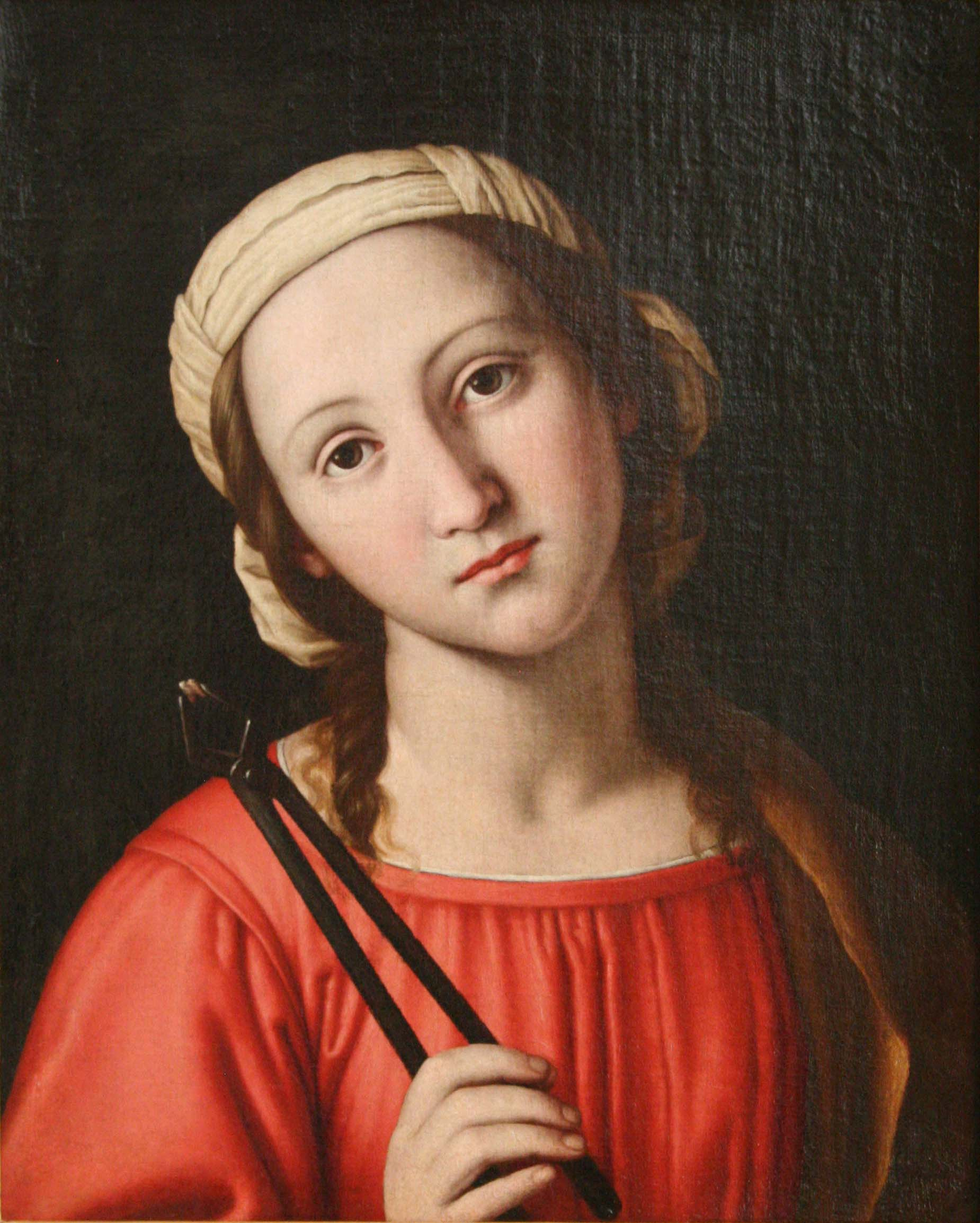
Sainte Apolline, tableau attribué à Giovanni Battista Salvi (XVIIe siècle). Huile sur toile, musée Fabre, Montpellier.

## Dans la culture populaire

### Geuteling
Dans les Ardennes flamandes, la tradition veut qu'on déguste des geutelings le 9 février, jour de la fête de la sainte.

### Suisse
L'église réformée Sainte-Madeleine d'Avenches comporte une fresque du XVe siècle, bien conservée, représentant le martyre de sainte Apolline.